# 光岡BUBU 356 Speedster
BUBU 356 Speedster（BUBU356スピードスター）為光岡汽車所推出的仿古典作品車輛。車輛設計以保時捷 356 Speedster為藍本。

## 車輛歷史

### BUBU 356 Speedster（1989年－1990年）
1989年2月，組裝車輛「BUBU 356 Speedster」（BUBU356スピードスター）發表。
1990年4月，停止生產。

## 車輛諸元
- 引擎（Engine）：？/1850cc
- 最高馬力（Maximmum Power）：？(？ps)/？rpm
- 最大扭力（Maximum Torque）：？(？kg.m)/？rpm
- 變速系統（Transmission）：5MT
- 傳動型式（Drive system）：RR
- 懸吊系統（Suspension）：油壓式懸吊系統
- 煞車系統（Brakes）：？
- 車長（Overall Length）：3880mm
- 車寬（Overall Width）：1670mm
- 車高（Overall High）：1230mm
- 軸距（Wheel Base）：？mm
- 車身重量（Vehicle weight）：690kg
- 輪胎尺寸（Tyre）：？
- 車輛售價（Price）：￥？

## 相關車輛

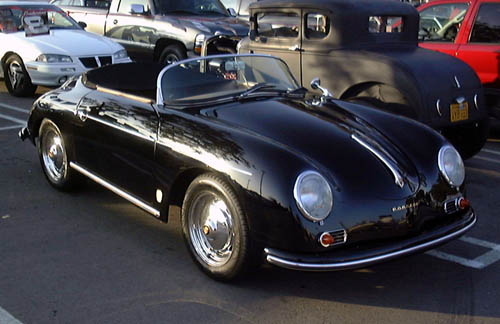
Porsche 356 Speedster

### 原創車廠
1953年，Porsche車廠所推出的356 Speedster車輛，為原創經典。
- Porsche 356 Speedster（1953年—1955年）

## 外部連結
- 光岡自動車（页面存档备份，存于）